# Liste des commanderies templières en Campanie
Cette liste recense les anciennes commanderies et maisons de l'ordre du Temple en Campanie, région d'Italie.

Blason de la Campanie

## Histoire et faits marquants
À l'époque de l'installation des Templiers, la Campanie (en Italien:Campania) faisait partie du tout récent royaume de Sicile (1130). Elle recouvra une certaine indépendance aux époques où, par suite de la révolte dite des Vêpres siciliennes (Vespri siciliani) en 1282, existèrent simultanément deux royaumes de Sicile, l'un installé à Palerme (Sicile Insulaire) et l'autre à Naples (Sicile péninsulaire). Elle fut ensuite réunifiée en 1442 au royaume des Deux-Siciles. 
Pendant la période normande (1130-1194), la partie péninsulaire de ce royaume est divisée en trois provinces dont la terre de Labour, qui correspondait en partie à la Campanie actuelle mais dont une petite part couvrait le sud du Latium. Les deux autres provinces étant la Calabre (au Sud) et les Pouilles (à l'Est). Cette terre de labour se trouvait à la frontière nord-ouest avec les états pontificaux et plus particulièrement avec la province pontificale de Campagne et Maritime. Exception faite de l'enclave du Bénévent (Benevento) qui appartenait aux états pontificaux. 
Les constitutions de Melfi instaurées en 1231 pendant le règne de Frédéric II du Saint-Empire engendrèrent un nouveau découpage administratif du royaume désigné sous le nom de « Giustizierato » et la Campanie fut alors divisée en deux: La terre de Labour au nord et le « Principato e Terra Beneventana » (it). Puis à partir de 1287, pendant la période angevine, le « Principato e Terra Beneventana » fut lui-même séparé en deux, à savoir la principauté citérieure et la principauté ultérieure.
Concernant les templiers, la frontière qui séparait la terre de Labour et la Campagne et Maritime a fluctué au cours des deux siècles d'existence de l'ordre mais à la lumière des différentes chartes, leurs biens dans la terre de Labour et dans l'enclave du Bénévent faisaient partie de la province templière des Pouilles, elle-même divisée en baillies dont celle dite des Pouilles et de la terre de Labour, alors que la Campagne et Maritime faisait partie de la province d'Italie. La province des Pouilles devint au XIIIe siècle la province templière du royaume de Sicile puis à la fin de ce siècle, le maître de cette province, Odo de Villaret portait le titre de maître des maisons du Temple dans les royaumes de Sicile. 
Pendant la régence de Robert II d'Artois et alors que Charles II d'Anjou est emprisonné à Barcelone, les templiers et les hospitaliers voient leurs biens mis sous séquestre dans ce royaume en représailles de leur prise de position favorable à Henri II de Chypre, donc au détriment de la maison d'Anjou pour le trône de Jérusalem (1287). Cet événement ne concerne que les provinces actuelles du sud de la péninsule, mais pas leurs biens en Sicile insulaire, car Charles II d'Anjou en avait été chassé dès 1282. 
Au moment de leur procès, l'enquête dans les deux royaumes de Sicile fut confiée aux évêques d'Avellino, Brindisi et de Naples mais celle sur les hommes et les possessions dans le diocèse de Naples a disparu des archives. Peu de templiers furent arrêtés, le maître de la province, Odo de Villaret s'étant réfugié à Chypre pour préparer sa défense.

Royaume de Sicile en 1154.
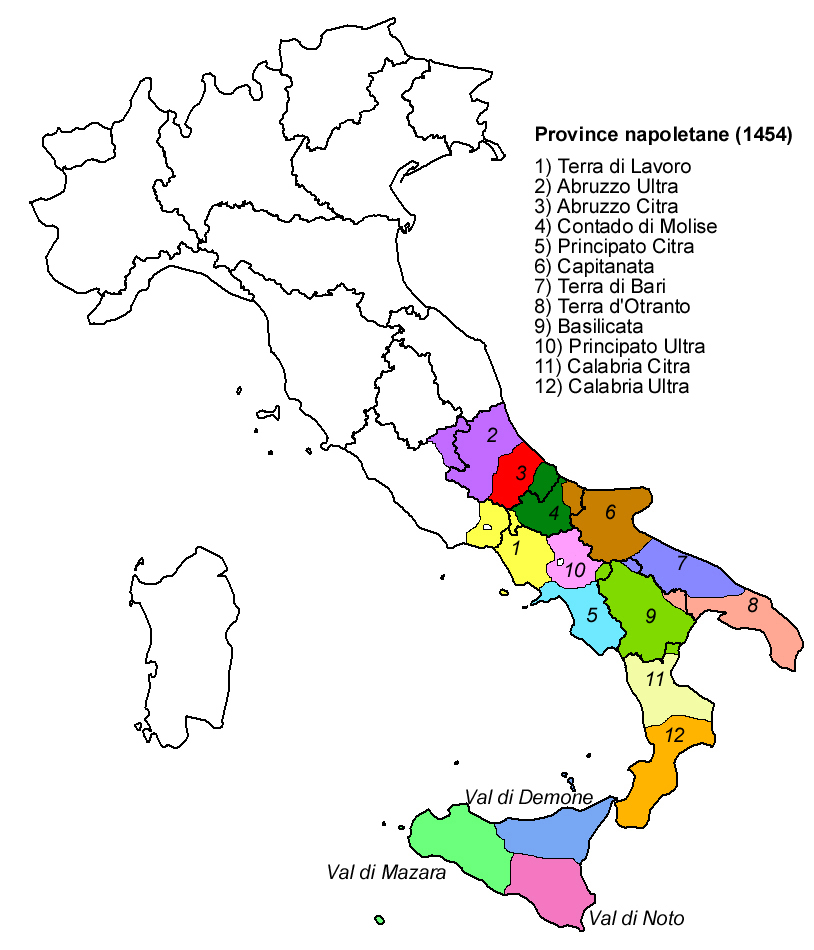
Provinces du royaume des Deux-Siciles en 1454.

## Possessions templières
* château ⇒ CH, baillie (Commanderie principale) ⇒ B, Commanderie ⇒ C, Hospice ⇒ H,
 Maison du Temple aux ordres d'un précepteur ⇒ M,  = Église (rang inconnu)
| Rang | Etablissement         | Ville actuelle (ou à proximité) | Observations | Début présence templière |
| ---- | --------------------- | ------------------------------- | --- | ------------------------ |
| C    | Bénévent              | Bénévent                        | Godefroid III de Louvain leur fit une donation dans le Duché de Brabant en 1184 alors qu'il s'était arrêté dans cette maison. Initialement à l'emplacement de l'église Santa Maria del Tempio vraisemblablement détruite lors de la bataille de Bénévent en 1266 puis de l'église San Nicola del Tempio construite vers 1272. | av. 1184                 |
| M    | Coliani               | Qualiano                        | [ 6 ] |                          |
| M    | Fellino               | Cicciano                        | Devenue une commanderie hospitaliere magistrale après sa dévolution, mais cet ordre militaire était déjà à Cicciano au XIIIe siècle |                          |
| M    | San Germano           | Cassino                         | Oratoire et église San Angelo de Canutio Actuellement dans le Latium mais se trouvait dans l'ancienne terre de Labour (royaume de Sicile) | c. 1170                  |
|      | San Giovanni in Fonti | Padula / Sala Consilina         | Église Saint-Jean-Baptiste à l'époque des templiers, communément appelée Battistero di Marcelliano. Donation de Roger II de Sicile qui dépendait de Sant'Agata, | c. 1140                  |
| C    | San Terenziano        | Capoue                          | Église Saint-Terentian et un hospice pour lépreux aujourd'hui disparus,. Peut-être au nord-ouest de la ville, proche du fleuve Volturno. Mentionnée en tant que Maison de Capoue dans les pièces du procès. | 1185                     |
| C    | Sant'Agata            | Caggiano                        | [ 16 ] | c. 1140                  |

| Localisation en Campanie (Liens vers les articles correspondants)                                                                  |
| --- |
| \| Basilicate Cal. Latium Molise Pouilles Bénévent Coliani Fellino San Germano San Giovanni · in Fonti S. Terenziano Sant'Agata \| |
| Basilicate Cal. Latium Molise Pouilles Bénévent Coliani Fellino San Germano San Giovanni · in Fonti S. Terenziano Sant'Agata       |

### Possessions douteuses ou à confirmer
Ci-dessous une liste de biens pour lesquels l'appartenance aux templiers n'est pas étayée par des preuves historiques:
- Salerne, « berceau des templiers » ? Une légende locale avance que le tombeau d'Hugues de Payns se trouverait dans la cathédrale de Salerne et qu'il daterait de 1111, soit 18 ans avant la reconnaissance officielle de l'ordre. Ce qui est certain, c'est que les Hospitaliers sont présents dans cette ville et y établissent un prieuré dès le XIIe siècle[17].
- Une commanderie portuaire à Naples. Malheureusement l'enquête pontificale sur les biens des templiers dans le diocèse de Naples a disparu des archives[3]. Cette enquête mentionnée dans la pièce de théâtre « Les Templiers, tragédie en cinq actes », de François Just Marie Raynouard aurait permis d'élucider la question.